# 德克士

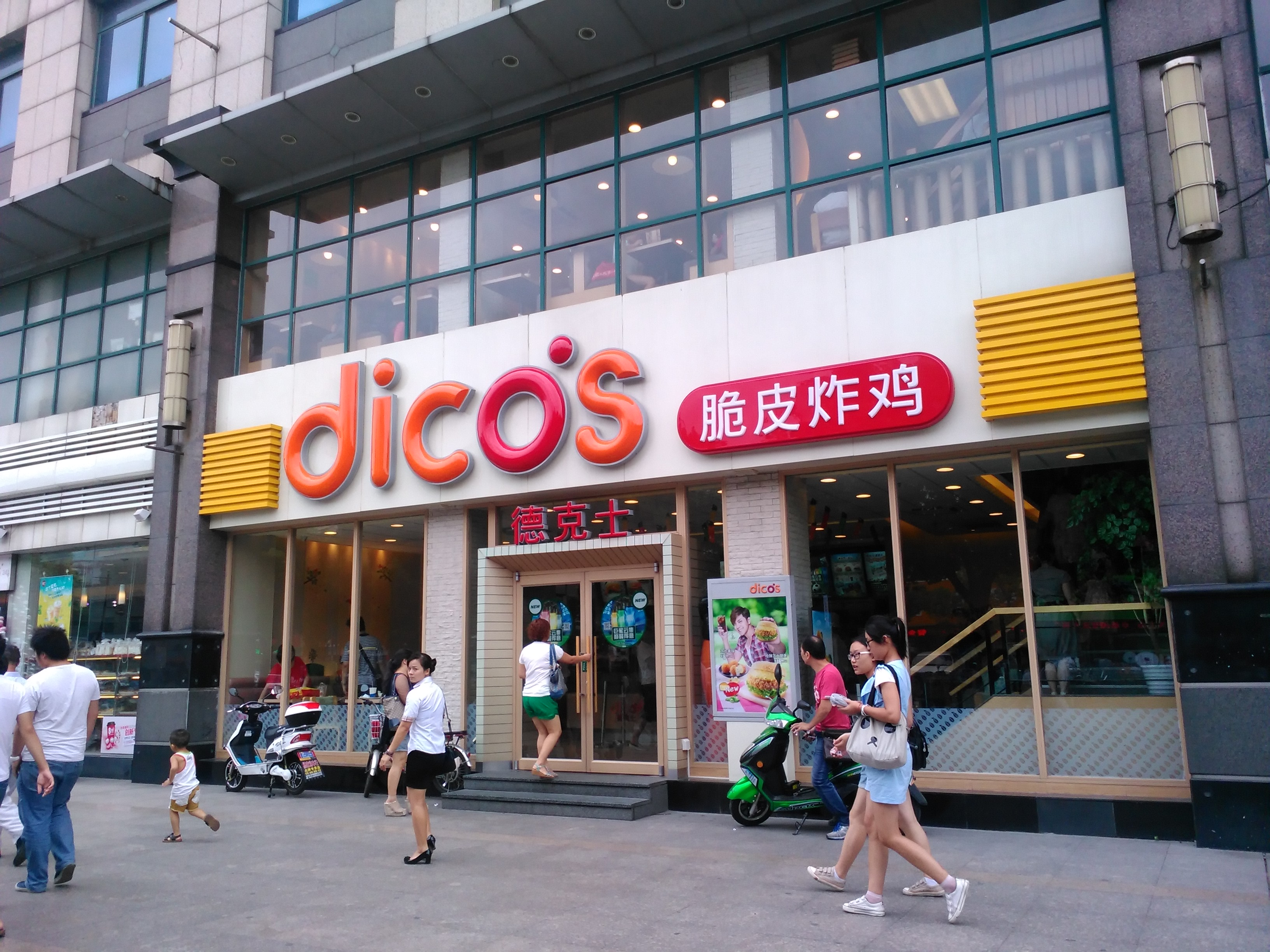
上海星钻城的德克士

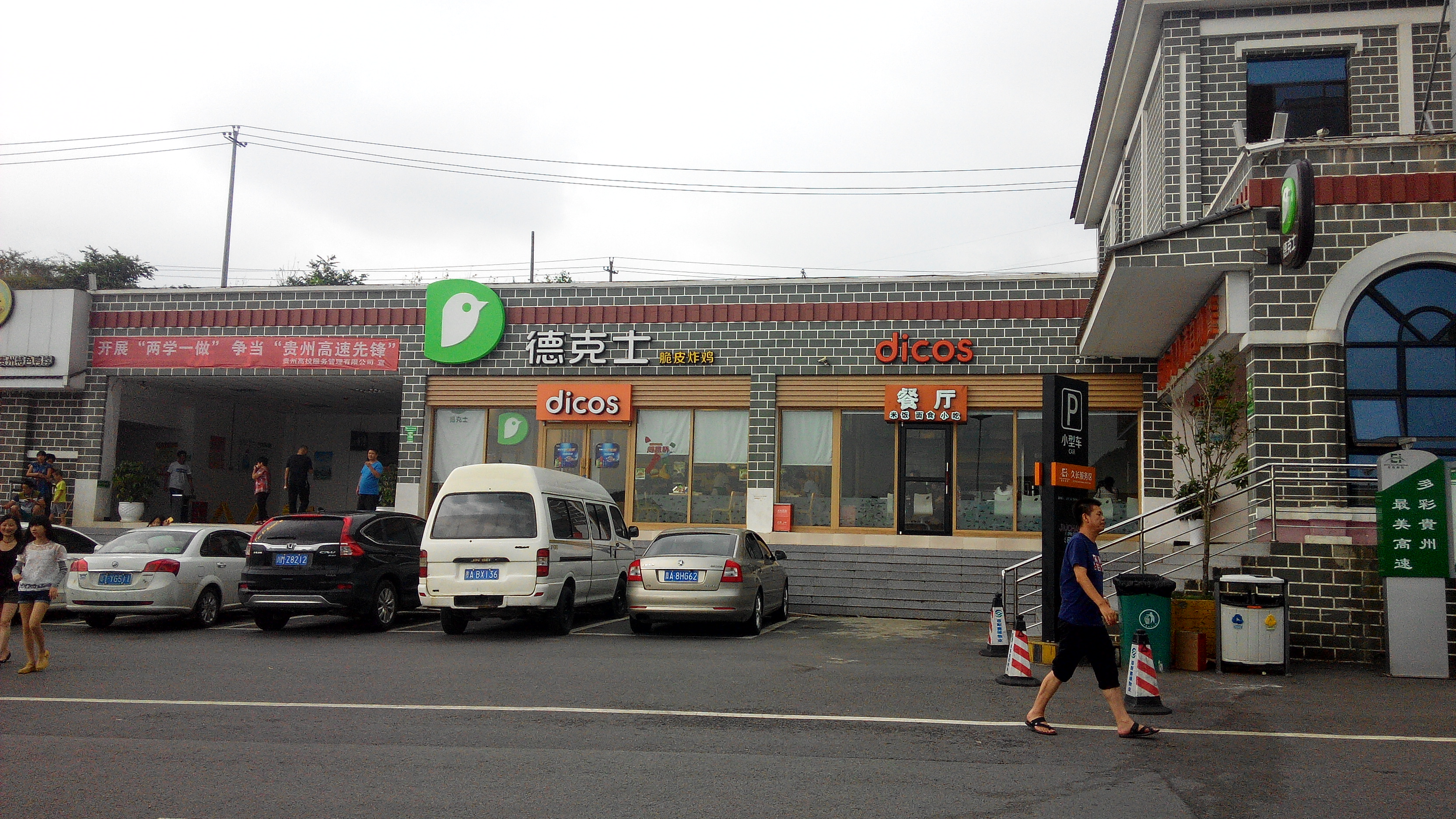
位於貴州貴陽的兰海高速久长服务区的德克士餐厅

德克士（英語：Dicos）是于中國大陸、香港及台灣等地经营的的連鎖西式快餐店，於1996年由頂新國際集團收購。截至2024年，已擁有超過3000家餐廳。主要产品有汉堡类、炸鸡类、米饭类、饮料类、副餐类等。炸鸡是德克士的主力产品。

## 歷史
據德克士官網介紹，德克士炸雞風味起源於美國南部德克薩斯州，1994年建立于中國大陸四川省成都。1996年，顶新集团将德克士收购，投入5000万美元，并重新建立了CIS系统，使其成为顶新集团继“康师傅”之后的兄弟品牌。
2013年5月在台灣101開設第一家分店。目前於台北市、新北市持續展店中。
2014年起，每年的4月24日上午，德克士全国的门店会闭店4小时以举行“脆脆日”活动，员工们会统一进行炸鸡技艺的研习。
香港的首家分店於2023年第一季在北角開業，第二家分店2023年11月在灣仔軒尼詩道298號開業，但灣仔分店2024年2月已經易手「五指間蘭州牛肉麵」。

## 產品

### 炸雞類
- 脆皮手槍腿（有油泼辣子、黑金藤椒口味）[2]
- 脆皮炸雞
- 脆皮棒腿
- 唐揚雞塊

### 裸麥漢堡
- 卡茲雞腿裸麥
- Q蝦裸麥

### 軟法漢堡
- 鳳梨雞腿軟法
- 雞柳軟法
- 鱈魚軟法

### 捲餅
- 南洋雞肉捲
- 黃金鱈魚捲

### 特色副餐
- 脆皮辣翅
- 黃金魚柳